# Acolasis sulima
Acolasis sulima är en fjärilsart som beskrevs av Stoll 1790. Acolasis sulima ingår i släktet Acolasis och familjen nattflyn. Inga underarter finns listade i Catalogue of Life.